# Annequin (Pas-de-Calais)
Pour les articles homonymes, voir Annequin.
Annequin est une commune française située dans le département du Pas-de-Calais en région Hauts-de-France. Ses habitants sont appelés les Annequinois. La commune est membre de la communauté d'agglomération de Béthune-Bruay, Artois-Lys Romane.
La cité pavillonnaire no 9 figure dans les biens du bassin minier du Nord-Pas-de-Calais inscrits sur la liste du patrimoine mondial de l’UNESCO.

## Géographie

### Localisation
Localisée dans l'est du département du Pas-de-Calais, Annequin est une commune située, à vol d'oiseau, à 6 km au sud-est de la commune de Béthune (chef-lieu d'arrondissement).
Le territoire de la commune est limitrophe de ceux de sept communes.
Les communes limitrophes sont Festubert, Mazingarbe, Noyelles-lès-Vermelles, Sailly-Labourse, Beuvry, Cambrin et Cuinchy.

### Géologie et relief
La superficie de la commune est de 3,99 km2 ; son altitude varie de 19  à   38 mètres.

### Hydrographie
Le territoire de la commune est situé dans le bassin Artois-Picardie.
La commune est traversée par trois cours d'eau :
- le ruisseau de la Fontaine de Bray, d'une longueur de 12 km, qui prend sa source dans la commune d'Hersin-Coupigny et se jette dans le Canal d'Aire à La Bassée au niveau de la commune de Festubert[4] ;
- le ruisseau de la Fontaine de Bray (2), d'une longueur de 0,33 km[5] ;
- le Bellenville, d'une longueur de 1,79 km qui prend sa source dans la commune d'Annequin et se jette dans la Rivière militaire au niveau de la commune de Beuvry[6].

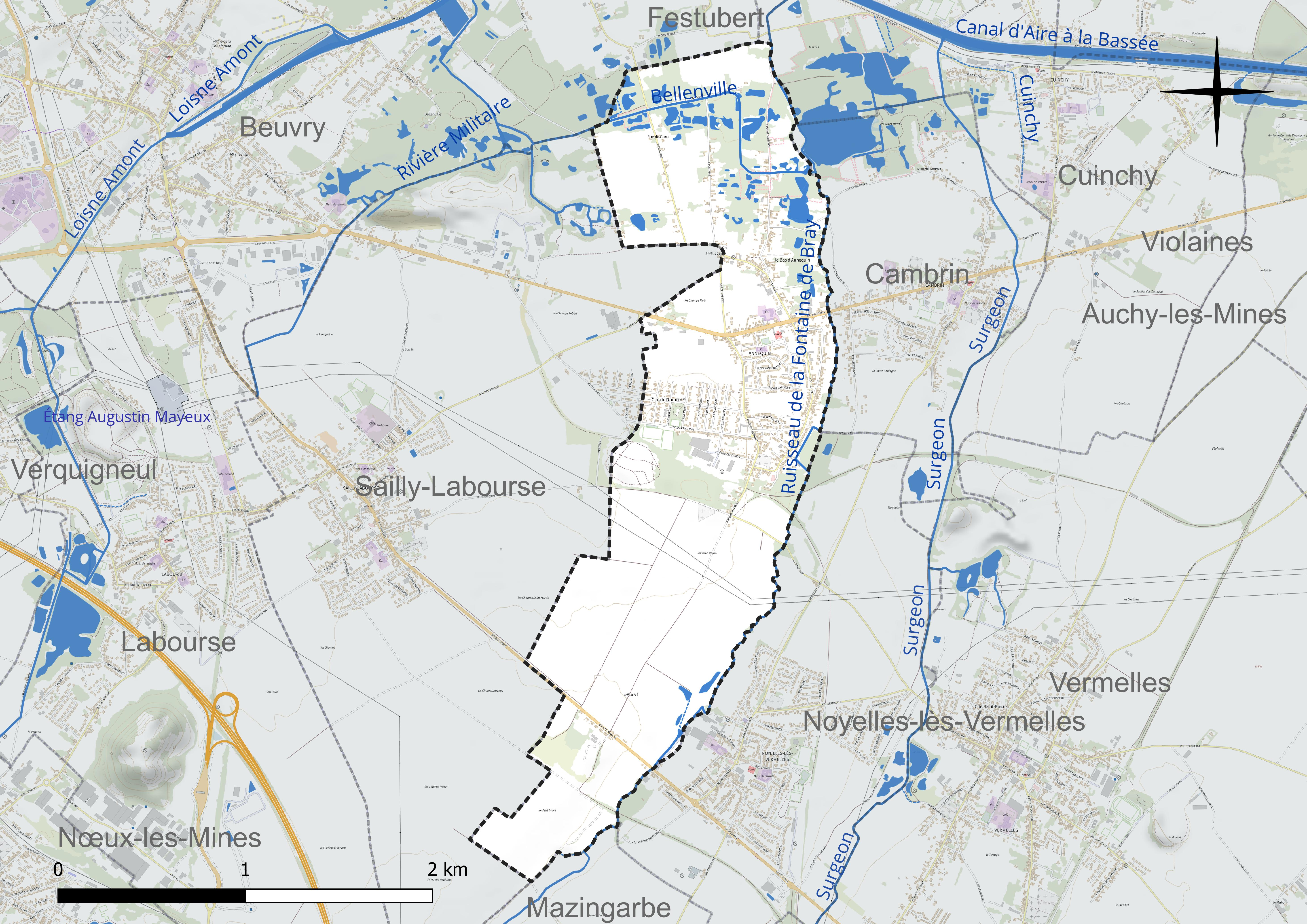
Réseau hydrographique d'Annequin.

### Climat
Pour des articles plus généraux, voir Climat des Hauts-de-France et Climat du Pas-de-Calais.
En 2010, le climat de la commune est de type climat océanique dégradé des plaines du Centre et du Nord, selon une étude du CNRS s'appuyant sur une série de données couvrant la période 1971-2000. En 2020, Météo-France publie une typologie des climats de la France métropolitaine dans laquelle la commune est exposée à un climat océanique et est dans une zone de transition entre les régions climatiques « Nord-est du bassin Parisien » et « Côtes de la Manche orientale ».
Pour la période 1971-2000, la température annuelle moyenne est de 10,6 °C, avec une amplitude thermique annuelle de 14,1 °C. Le cumul annuel moyen de précipitations est de 731 mm, avec 12,3 jours de précipitations en janvier et 8,8 jours en juillet. Pour la période 1991-2020, la température moyenne annuelle observée sur la station météorologique la plus proche, située sur la commune de Lillers à 18 km à vol d'oiseau, est de 11,1 °C et le cumul annuel moyen de précipitations est de 731,5 mm,. Pour l'avenir, les paramètres climatiques de la commune estimés pour 2050 selon différents scénarios d'émission de gaz à effet de serre sont consultables sur un site dédié publié par Météo-France en novembre 2022.

### Milieux naturels et biodiversité

#### Espaces protégés et gérés
La protection réglementaire est le mode d’intervention le plus fort pour préserver des espaces naturels remarquables et leur biodiversité associée.
Dans ce cadre, la commune fait partie de trois espaces protégés :
- la réserve naturelle régionale (RNR) des marais de Cambrin, Annequin, Cuinchy et Festubert, d'une superficie de 74 hectares, gérée par le Conservatoire d'espaces naturels du Nord et du Pas-de-Calais[14] ;
- la RNR des marais de Cambrin, Annequin, Cuinchy et Festubert, d'une superficie de 52,609 hectares, parcelle acquise en maitrise foncière. Terrain acquis (ou assimilé) par le Conservatoire d'espaces naturels du Nord et du Pas-de-Calais[15] ;
- la RNR des marais de Cambrin, Annequin, Cuinchy et Festubert, d'une superficie de 23,689 hectares, parcelle en maitrise d'usage. Terrain géré (location, convention de gestion) par le Conservatoire d'espaces naturels des Hauts-de-France[16].

#### Zones naturelles d'intérêt écologique, faunistique et floristique
L’inventaire des zones naturelles d'intérêt écologique, faunistique et floristique (ZNIEFF) a pour objectif de réaliser une couverture des zones les plus intéressantes sur le plan écologique, essentiellement dans la perspective d’améliorer la connaissance du patrimoine naturel national et de fournir aux différents décideurs un outil d’aide à la prise en compte de l’environnement dans l’aménagement du territoire.
Le territoire communal comprend deux ZNIEFF de type 1 : 
- le marais de Beuvry, Cuinchy et Festubert. Cet ensemble de marais se situe dans le bassin versant de la Lys en limite nord/ouest du bassin minier du Pas-de-Calais qui est une zone très industrialisée et peuplée dans laquelle peu de milieux naturels subsistent[17] ;

- le terril de la cité no 9 d’Annequin. Site constitué d’un petit terril plat couvert, sur sa moitié, par un boisement dense[18].

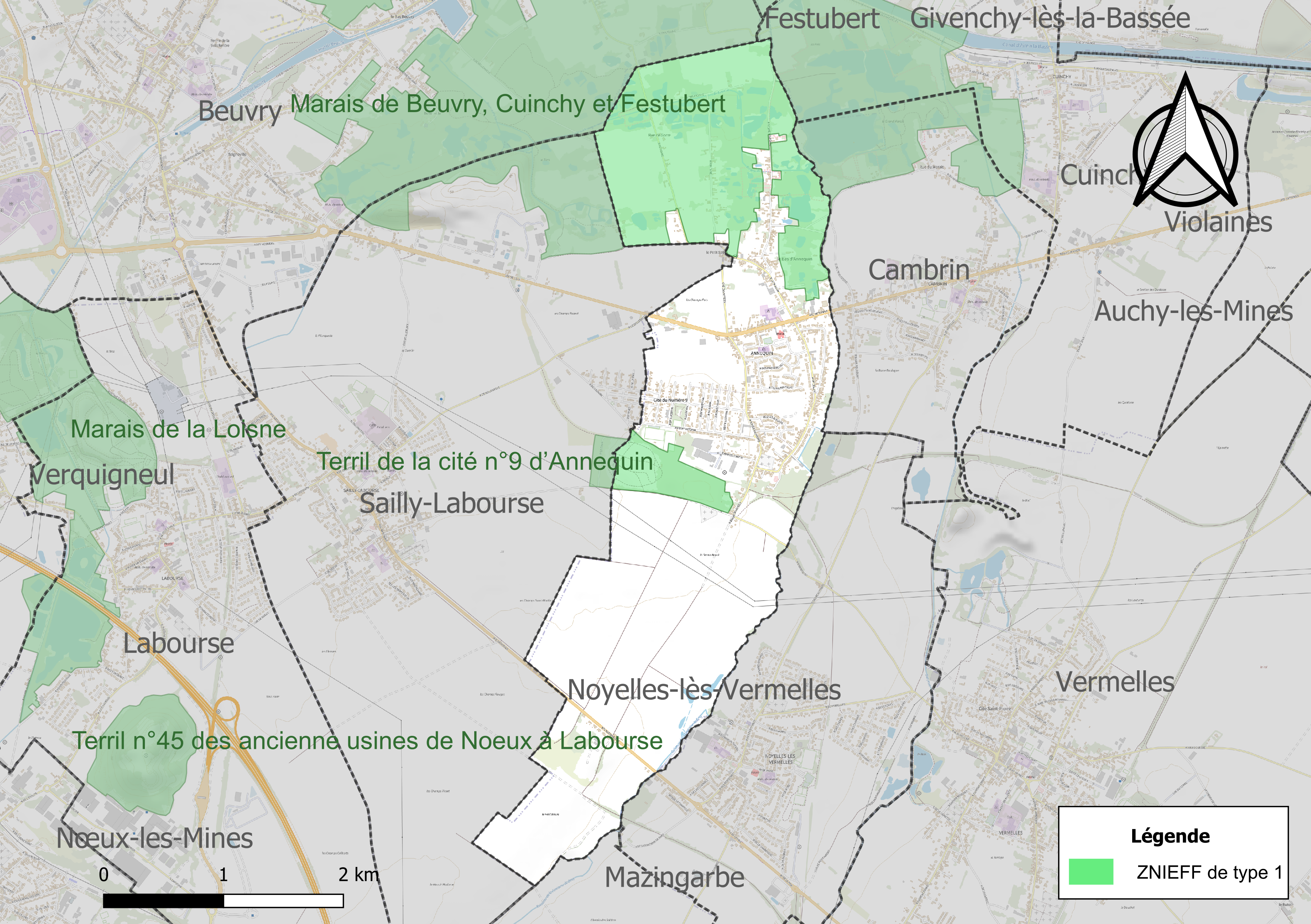
Carte de la ZNIEFF sur la commune.

## Urbanisme

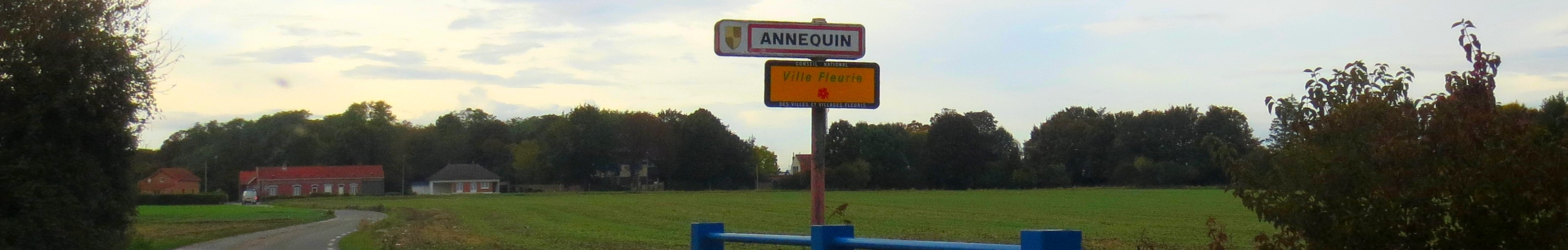
Vue panoramique d'Annequin.

### Typologie
Au 1er janvier 2024, Annequin est catégorisée ceinture urbaine, selon la nouvelle grille communale de densité à sept niveaux définie par l'Insee en 2022.
Elle appartient à l'unité urbaine de Béthune, une agglomération inter-départementale regroupant 94  communes, dont elle est une commune de la banlieue,,. Par ailleurs la commune fait partie de l'aire d'attraction de Nœux-les-Mines, dont elle est une commune du pôle principal,. Cette aire, qui regroupe 8 communes, est catégorisée dans les aires de moins de 50 000 habitants,.

### Occupation des sols
L'occupation des sols de la commune, telle qu'elle ressort de la base de données européenne d’occupation biophysique des sols Corine Land Cover (CLC), est marquée par l'importance des territoires agricoles (63,6 % en 2018), en augmentation par rapport à 1990 (60,5 %). La répartition détaillée en 2018 est la suivante : 
terres arables (63,6 %), zones urbanisées (23,1 %), zones humides intérieures (12,6 %), forêts (0,7 %). L'évolution de l’occupation des sols de la commune et de ses infrastructures peut être observée sur les différentes représentations cartographiques du territoire : la carte de Cassini (XVIIIe siècle), la carte d'état-major (1820-1866) et les cartes ou photos aériennes de l'IGN pour la période actuelle (1950 à aujourd'hui).

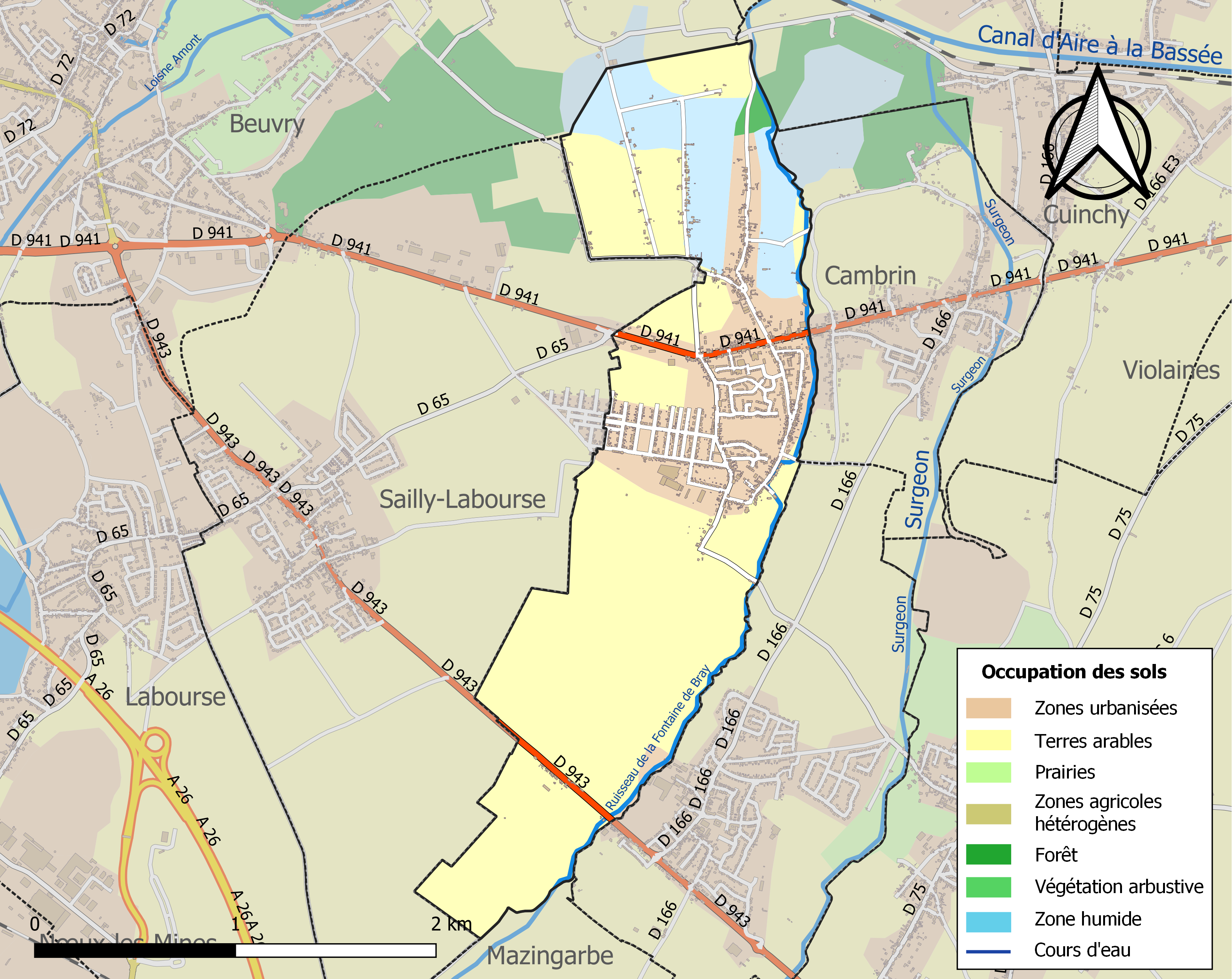
Carte des infrastructures et de l'occupation des sols de la commune en 2018 (CLC).

## Toponymie
- 1161: Anekin, 1793: Annequin.
- Aneken en flamand[25].

## Histoire
Annequin, provient du nom « Homme germanique » et du suffixe flamand « kins ». Soit, en 1184, Annekins
Vaste domaine d’Annequin à Mazingarbe qui appartenait aux châtelains de Lens puis au seigneur de Fruges.
Baudouin (II) de Lens dit Baudouin d'Annequin, seigneur d’Annequin et de Boyeffles né entre 1325 et 1330, est un noble d’Artois, actif pendant la première partie de la guerre de Cent Ans. Retenu captif en Angleterre avec le roi Jean le bon dont il devint l’ami après la bataille de Poitiers en 1356, il est nommé chambellan royal en 1357 puis il est fait grand maître des arbalétriers en 1358. Ami de du Guesclin qui guerroie avec son cousin Olivier de Mauny, il fut aussi un proche du maréchal Arnoud d’Audrehem (un des principaux généraux de du Guesclin avec Mauny) et de Pierre de Villiers de l’Isle-Adam. Il meurt au combat en 1364 à la bataille de Cocherel.
Jean du Bois, seigneur sur la commune actuelle d'Annequin, a trouvé la mort lors de la bataille d'Azincourt en 1415,.
Il y avait un superbe château du XIVe siècle, qui fut détruit en 1820.
La population d’Annequin a évolué comme suit :

1469 : 25 familles, 
1698 : 245 habitants, 
1790 : 460 habitants,
1921 : 1804 habitants.
 
La commune connut un fort accroissement de population avec l’ouverture de la mine à la fin du XIXe siècle.

La fosse 9 qui a fait vivre les habitants de la commune pendant un siècle a fermé en 1963. Sa production totale a été de 14,28 millions de tonnes de charbon demi-gras de 1896 à la fin de son exploitation. Le 2 mars 1943, un coup de grisou y avait fait 16 morts et 6 blessés.
Il existe peu de références écrites sur l’histoire de la commune. Toutefois, vers 1770, le curé d’Annequin écrivait : « Annequin est la plus pauvre paroisse du diocèse ».
À cette période, il existait deux dictons évocateurs :
« In ne grande marmite avec rien d’ins » et 
« Annequin, les bousates » qui traduisait le mauvais état des routes.
Les Beuvrygeois voisins traitaient les habitants d'Annequin de « pieds décaux », c'est-à-dire que ceux-ci étaient déchaussés, qu'ils marchaient pieds nus...
La commune est décorée de la croix de guerre 1914-1918 par décret du 25 septembre 1920, distinction également attribuée à 276 autres communes du Pas-de-Calais.

## Politique et administration

### Découpage territorial
La commune se trouve dans l'arrondissement de Béthune du département du Pas-de-Calais.

#### Commune et intercommunalités
La commune est membre de la communauté d'agglomération de Béthune-Bruay, Artois-Lys Romane qui regroupe 100 communes et totalise 275 327 habitants en 2021.

#### Circonscriptions administratives
La commune est rattachée au canton de Douvrin.

#### Circonscriptions électorales
Pour l'élection des députés, la commune fait partie de la douzième circonscription du Pas-de-Calais.

### Élections municipales et communautaires

#### Liste des maires
| Période   | Période                    | Identité                    | Étiquette | Qualité |
| --------- | -------------------------- | --------------------------- | --------- | --- |
| 1801      | 1807                       | Danson                      |           | |
| 1807      | 1828                       | Adrien, comte de Lannoy     |           | |
| 1828      | 1845                       | Colombier-Batheux           |           | |
| 1845      | 1866                       | Hennebelle                  |           | |
| 1866      | 1877                       | Caron                       |           | |
| 1877      | 1885                       | Mazingarbe                  |           | |
| 1885      | 1889                       | Hennebelle                  |           | |
| 1889      | 1914                       | M. Pinchon                  |           | |
| 1914      | 1919                       | François Macquart           |           | |
| 1919      | 1945                       | Désiré Sénéchal (1876-1951) | SFIO      | Ouvrier mineur |
| mai 1945  | mars 1965                  | Georges Boulet              |           | |
| mars 1965 | mars 1977                  | André Deuve                 | SFIO      | Instituteur, maire honoraire |
| mars 1977 | mars 2001                  | Angèle Chavatte             | PCF       | Monitrice d'enseignement ménager puis permanente politique Députée du Pas-de-Calais (11e circ.) (1978 → 1981) Conseillère générale de Cambrin (1978 → 1992) Conseillère régionale |
| mars 2001 | En cours (au 29 mars 2021) | Yves Dupont                 | PS        | Ancien cadre Réélu pour le mandat 2008-2014 Réélu pour le mandat 2014-2020, Réélu pour le mandat 2020-2026                                                                        |

## Équipements et services publics

### Espaces publics
La commune est labellisée « 2 fleurs » au concours des villes et villages fleuris.

### Justice, sécurité, secours et défense
La commune dépend du tribunal judiciaire de Béthune, du conseil de prud'hommes de Béthune, de la cour d'appel de Douai, du tribunal de commerce d'Arras, du tribunal administratif de Lille, de la cour administrative d'appel de Douai et du tribunal pour enfants de Béthune.

## Population et société

### Démographie
Les habitants de la commune sont appelés les Annequinois.

#### Évolution démographique
L'évolution du nombre d'habitants est connue à travers les recensements de la population effectués dans la commune depuis 1793. Pour les communes de moins de 10 000 habitants, une enquête de recensement portant sur toute la population est réalisée tous les cinq ans, les populations de référence des années intermédiaires étant quant à elles estimées par interpolation ou extrapolation. Pour la commune, le premier recensement exhaustif entrant dans le cadre du nouveau dispositif a été réalisé en 2006.

En 2022, la commune comptait 2 147 habitants, en évolution de −4,11 % par rapport à 2016 (Pas-de-Calais : −0,72 %, France hors Mayotte : +2,11 %).
| 1793 | 1800 | 1806 | 1821 | 1831 | 1836 | 1841 | 1846 | 1851 |
| ---- | ---- | ---- | ---- | ---- | ---- | ---- | ---- | ---- |
| 464  | 494  | 487  | 503  | 594  | 600  | 607  | 589  | 566  |

| 1856 | 1861 | 1866 | 1872 | 1876 | 1881 | 1886 | 1891 | 1896 |
| ---- | ---- | ---- | ---- | ---- | ---- | ---- | ---- | ---- |
| 572  | 613  | 614  | 594  | 600  | 594  | 620  | 666  | 804  |

| 1901  | 1906  | 1911  | 1921  | 1926  | 1931  | 1936  | 1946  | 1954  |
| ----- | ----- | ----- | ----- | ----- | ----- | ----- | ----- | ----- |
| 1 445 | 1 731 | 1 886 | 1 804 | 1 932 | 1 913 | 1 889 | 2 012 | 2 122 |

| 1962  | 1968  | 1975  | 1982  | 1990  | 1999  | 2006  | 2011  | 2016  |
| ----- | ----- | ----- | ----- | ----- | ----- | ----- | ----- | ----- |
| 2 225 | 2 101 | 1 897 | 1 912 | 2 086 | 2 157 | 2 332 | 2 389 | 2 239 |

| 2021  | 2022  | - | - | - | - | - | - | - |
| ----- | ----- | - | - | - | - | - | - | - |
| 2 145 | 2 147 | - | - | - | - | - | - | - |

#### Pyramide des âges
En 2018, le taux de personnes d'un âge inférieur à 30 ans s'élève à 38,0 %, soit au-dessus de la moyenne départementale (36,7 %). À l'inverse, le taux de personnes d'âge supérieur à 60 ans est de 20,8 % la même année, alors qu'il est de 24,9 % au niveau départemental.
En 2018, la commune comptait 1 057 hommes pour 1 109 femmes, soit un taux de 51,2 % de femmes, légèrement inférieur au taux départemental (51,5 %).
Les pyramides des âges de la commune et du département s'établissent comme suit.
| Hommes | Classe d’âge | Femmes |
| ------ | ------------ | ------ |
| 0,4    | 90 ou +      | 1,2    |
| 3,6    | 75-89 ans    | 6,8    |
| 13,3   | 60-74 ans    | 16,0   |
| 21,6   | 45-59 ans    | 21,4   |
| 19,4   | 30-44 ans    | 20,1   |
| 20,1   | 15-29 ans    | 15,7   |
| 21,6   | 0-14 ans     | 18,8   |

| Hommes | Classe d’âge | Femmes |
| ------ | ------------ | ------ |
| 0,5    | 90 ou +      | 1,6    |
| 5,6    | 75-89 ans    | 8,9    |
| 16,7   | 60-74 ans    | 18,1   |
| 20,2   | 45-59 ans    | 19,2   |
| 18,9   | 30-44 ans    | 18,1   |
| 18,2   | 15-29 ans    | 16,2   |
| 19,9   | 0-14 ans     | 17,9   |

## Économie

### Revenus de la population et fiscalité
En 2019, dans la commune, il y a 879 ménages fiscaux qui comprennent 2146 personnes pour un revenu médian disponible par unité de consommation de 19 110 euros, soit inférieur au revenu médian de la France métropolitaine qui est de 21 930 euros. La part des ménages fiscaux imposés est de 47 % (57,6 % en France métropolitaine),.

## Culture locale et patrimoine

### Lieux et monuments

#### Patrimoine mondial
Depuis le 30 juin 2012, la valeur universelle et historique du bassin minier du Nord-Pas-de-Calais est reconnue et inscrite sur la liste du patrimoine mondial de l’UNESCO. Parmi les 353 sites, répartis sur 109 lieux inclus dans le périmètre du bassin minier, le site no 78 d'Annezin est composé de :
- la cité pavillonnaire no 9 (également sur Sailly-Labourse) ;
- l'école et le dispensaire de la Société de Secours Minière ont été inscrits le 30 juin 2012 au patrimoine mondial de l'Unesco. Ces éléments sont liés à la fosse no 9 des mines de Béthune[43],[44].

#### Autres lieux et monuments
- Le monument aux morts[45].

### Héraldique
| Blason de Annequin | Blason  | Écartelé d'or et de sable, à la bande engrelée de gueules brochant sur le tout. Ornements extérieursCroix de guerre 1914-1918 |
| Blason de Annequin | Détails | Le statut officiel du blason reste à déterminer.                                                                              |

## Pour approfondir

#### Bases de données, dictionnaires et encyclopédies
- Ressources relatives à la géographie :   - Insee (communes)
  - Ldh/EHESS/Cassini
- Ressource relative à la santé :   - Fichier national des établissements sanitaires et sociaux
- Ressource relative à plusieurs domaines :   - Annuaire du service public français
- Ressource relative à la musique :   - MusicBrainz
- Notices d'autorité :   - BnF (données)